# اوستی (ناحیه پرروف)
اوستی (به چکی: Ústí) یک منطقهٔ مسکونی در جمهوری چک است که در ناحیه پرروف واقع شده‌است. اوستی ۳٫۳۱ کیلومتر مربع مساحت و ۵۳۶ نفر جمعیت دارد و ۲۵۷ متر بالاتر از سطح دریا واقع شده‌است.